# Auxa mimodivaricata
Auxa mimodivaricata är en skalbaggsart som beskrevs av Stefan von Breuning 1980. Auxa mimodivaricata ingår i släktet Auxa och familjen långhorningar.
Artens utbredningsområde är Madagaskar. Inga underarter finns listade.